# День Победы (песня)
«День Победы» (инципит «День Победы, как он был от нас далёк…») — песня композитора Давида Тухманова на слова Владимира Харитонова о Дне Победы. Непременный знаковый атрибут торжеств по поводу 9 мая — Дня Победы в Великой Отечественной войне не только в России, но и странах СНГ.
Строевая песня в советской и российской армии. Широкую известность получила также аранжировка музыкальной композиции в виде торжественного марша для духового оркестра.

## История песни
Музыка Давида Тухманова

Слова Владимира Харитонова

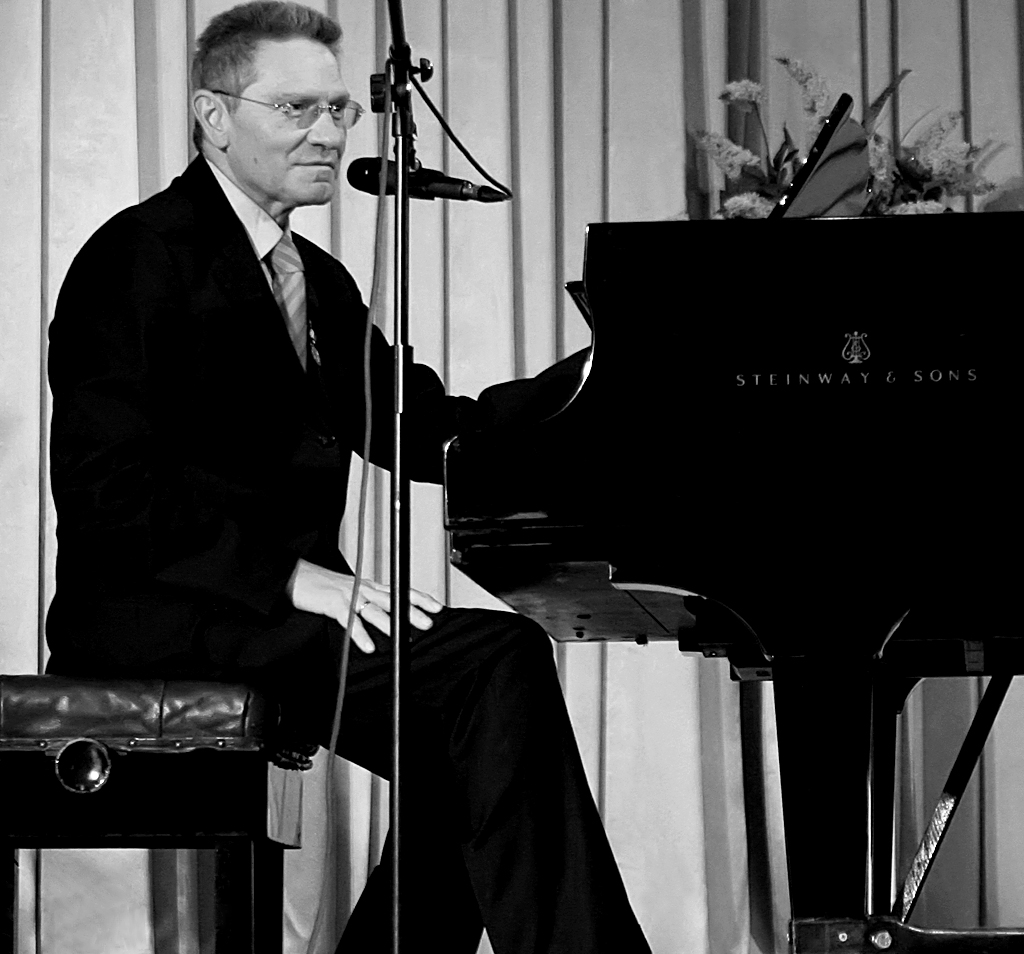
Давид Тухманов. 2007

День Победы, как он был от нас далёк,

Как в костре потухшем таял уголёк.

Были вёрсты, обгорелые, в пыли, —

Этот день мы приближали как могли.

 Припев:

Этот День Победы

Порохом пропах,

Это праздник

С сединою на висках.

Это радость

Со слезами на глазах.

День Победы!

 День Победы!

 День Победы!
В марте 1975 года поэт Владимир Харитонов обратился к Давиду Тухманову с предложением создать песню, посвящённую Великой Отечественной войне. Страна готовилась к 30-летию Великой Победы, и в Союзе композиторов СССР был объявлен конкурс на лучшую песню о войне.
Буквально за несколько дней до окончания конкурса Харитонов передал свои стихи соавтору. Тухманов очень быстро написал музыку, и песня успела прозвучать на последнем прослушивании конкурса. Её исполнила жена Тухманова, поэтесса и певица Татьяна Сашко. Но никакого места песня «День Победы» не заняла. Прослушивание песни вызывало болезненно острую реакцию старших коллег Тухманова, против песни прозвучали резкие высказывания, о чём вскоре стало известно на Гостелерадио.
По воспоминаниям Юрия Константиновича Захарова, одного из основателей вокально-инструментального ансамбля «Лейся, песня», «в марте 1975 года Давид Фёдорович Тухманов принёс свою нотную партитуру с набросками аранжировки будущего произведения „День Победы“, которая затем была доработана совместно с музыкантами „Лейся, песня“ и практически сразу, в марте, записана в Московском „Доме радио“. А в мае 1975 года песня прозвучала в эфире на радиостанции в исполнении вокально-инструментального ансамбля „Лейся, песня“»
Примерно в это же время на «День Победы» обратил внимание Лев Лещенко. Позже он вспоминал:
«Ко мне подошел один из редакторов „Юности“ и сказал, что есть хорошая песня, которую зарубили на худсовете. Я заинтересовался, кто её записал. Оказалось, что Таня Сашко, жена композитора Давида Тухманова. Спрашиваю, а есть клавир какой-то. Да, говорят, есть и клавир, и партитура — вон они лежат. Я с Тухмановым даже не стал тогда разговаривать. Просто сказал, хорошо, возьму её в поездку, может, что и удастся. Буквально в поездке мне ребята из „Мелодии“ сделали лёгкую аранжировку, и мы решили попробовать. В конце апреля 1975-го в Алма-Ате состоялась премьера песни. Я увидел, что с залом творится нечто невероятное».
По воспоминаниям современников, причина была в музыке и её авторе. Если поэт Харитонов был фронтовиком, ветераном войны, песни на его стихи ещё в 1950-е годы писали увенчанные лаврами композиторы (Анатолий Новиков, Вано Мурадели и другие), то композитор Тухманов был молодым автором, известным в первую очередь по эстрадным шлягерам. В те времена музыкальную политику государства определяло руководство Союза композиторов — в основном это были пожилые люди (правда, тогдашний председатель правления Союза композиторов РСФСР Родион Щедрин, 1932 года рождения, старше Тухманова всего лишь на восемь лет). Возраст в 30 с небольшим лет тогда считался «незрелым». 
Леонид Сметанников исполнил песню на съёмках передачи «Голубой огонёк» в канун 9 мая 1975 года. Это исполнение вызвало массу восторженных писем, но долго так и оставалось единственным исполнением в телеэфире. В этот же день песню впервые исполнил Эдуард Лабковский  с Краснознамённым ансамблем песни и пляски имени А. В. Александрова в зале имени П. И. Чайковского, концерт транслировался по Всесоюзному радио. 

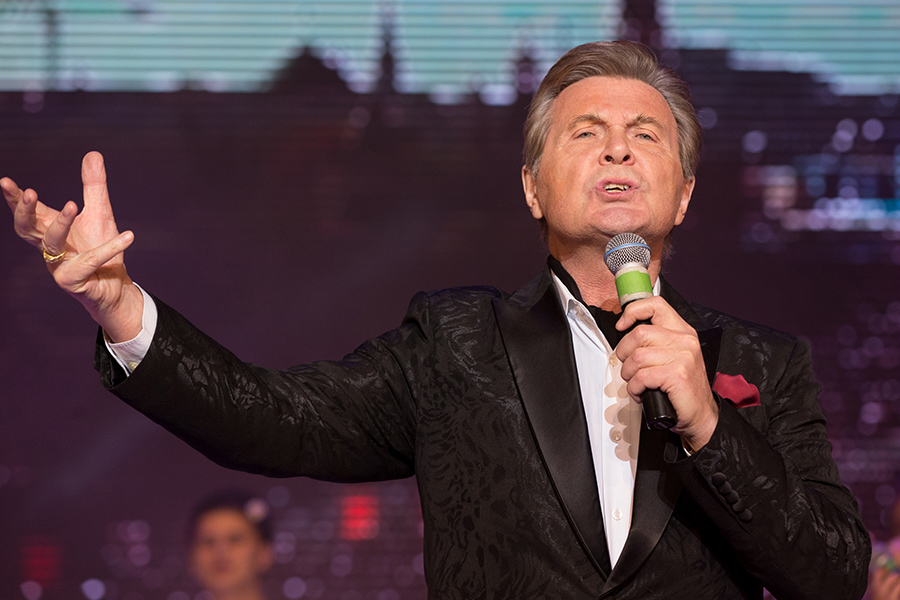
Лев Лещенко исполняет песню
«День Победы», 2016 год

В ноябре 1975 года на концерте, посвящённом Дню милиции, Лев Лещенко исполнил «День Победы» в прямом телеэфире. Публика сразу приняла песню, и «День Победы» был исполнен ещё раз на «бис». После этого песню стала петь вся страна. Песня стала лауреатом фестиваля «Песня-75». После этого в течение всего 1976 года на Гостелерадио приходило множество писем с просьбой повторить эту песню, что и было сделано на фестивале «Песня-76».
Среди других исполнителей «Дня Победы» — Иосиф Кобзон, Муслим Магомаев, Юрий Богатиков, Юрий Гуляев, Эдита Пьеха.
Леонид Ильич Брежнев высоко отзывался о песне; после окончания одного из военных парадов на Красной площади по случаю 9 Мая он сказал Владимиру Харитонову: «Нас не будет, Володя, а народ будет петь твою песню». Владимир Шаинский отмечал: «Песня как бы повернула время вспять. И хотя написана была через три десятилетия после войны, кажется, что именно с ней мы победили».
Существует также польская версия песни (пол. Dzień Zwycięstwa) в переводе Виктора Максимкина, исполнявшаяся Центральным художественным ансамблем Войска Польского во время фестиваля солдатской песни в Колобжеге. На этом фестивале, в 1981 году, также исполнили польско-русскую версию.
В 2016 году песня «День Победы» в исполнении Льва Лещенко стала победителем XI Всероссийского фестиваля «Катюша» в специальной номинации «Звезда России» как лучшая песня о Великой Отечественной войне.

## О песне
Во фразе «праздник с сединою на висках» отображены одновременно чувства радости и гордости за выдержку, стойкость, мужество страны и переживших войну, которая воспринимается как рана, и боль от потерь в ней, как и седина, необратима. Некоторые фрагменты песни используются в качестве прецедентных.
В результате проведённого в 2015 году журналом «Русский репортёр» социологического исследования, текст «Дня победы» занял пятое место в хит-параде самых популярных в России стихотворных строк, включающем, в числе прочего, русскую и мировую классику.
В песне упоминается мартеновская печь как символ тяжёлой промышленности, которая была особенно важна для СССР во время Великой Отечественной войны.

## Первые исполнители
- 1975 — Татьяна Сашко, жена композитора Давида Тухманова.
- 1975, 9 мая — Леонид Сметанников — первый телеэфир песни в праздничном выпуске передачи «Голубой огонёк».
- 1975, 9 мая — Эдуард Лабковский и Краснознамённый ансамбль песни и пляски Советской Армии им. А. В. Александрова, первое концертное исполнение в зале имени П. И. Чайковского.
- 1975, май — ВИА «Лейся, песня» — исполнение в радиоэфире[2].
- 1975,  Лев Лещенко: апрель (Алма-Ата)?[3]; 10 ноября (Москва) — исполнение в концерте, посвящённом Дню милиции; исполнение в концерте «Песня-75». Песня становится лауреатом фестиваля 1975 и 1976 годов.
- 1976 — фильм «Аты-баты, шли солдаты».